# Maryna Strilezka

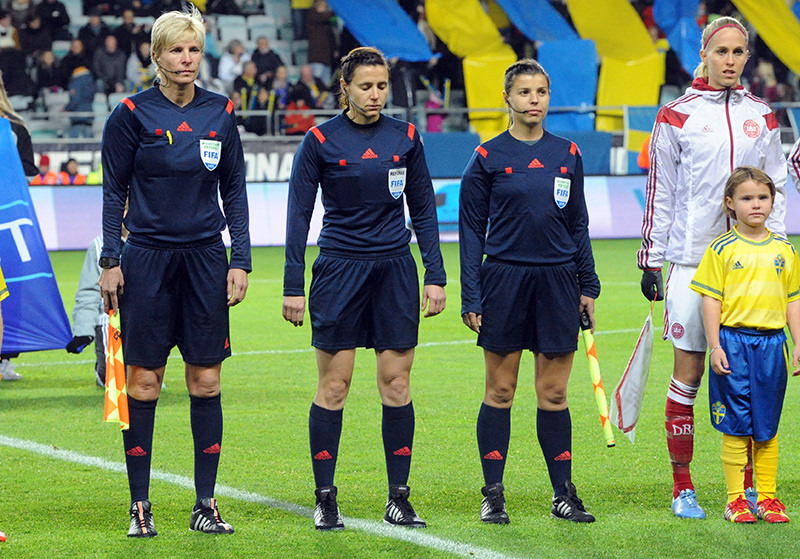
Maryna Strilezka (rechts) mit Kateryna Monsul und Natalija Ratschynska (2015)

Maryna Serhijiwna Strilezka (ukrainisch Марина Сергіївна Стрілецька; * 22. August 1983), internationale Schreibweise Maryna Striletska, ist eine ukrainische Fußballschiedsrichterassistentin.
Seit 2010 steht sie auf der Liste der FIFA-Schiedsrichter. Sie ist langjährige Schiedsrichterassistentin von Kateryna Monsul.
Am 22. Mai 2014 leiteten Kateryna Monsul, Maryna Strilezka und Natalija Ratschynska das Finale der Women’s Champions League 2013/14 zwischen Tyresö FF und VfL Wolfsburg (3:4).
Strilezka war als Schiedsrichterassistentin unter anderem bei der Europameisterschaft 2017 in den Niederlanden, bei der Weltmeisterschaft 2019 in Frankreich, beim olympischen Fußballturnier 2020 in Tokio und bei der Europameisterschaft 2022 in England im Einsatz.
Anfang 2022 flüchtete Strilezka im Zuge des russischen Überfalls auf die Ukraine in die Schweiz und bereitete sich mit Einsätzen in der dortigen Promotion League auf die Europameisterschaft 2022 in England vor. Bei dieser leitete sie gemeinsam mit Kateryna Monsul und Paulina Baranowska vier Partien, darunter das Finale zwischen England und Deutschland (2:1 n. V.).